# Thiele/Small
Thiele/Small é um conjunto de parâmetros que definem o comportamento de um alto-falante, muito usados para o projeto de caixas acústicas. Foi desenvolvido por Albert Neville Thiele da Australian Broadcasting Commission e aprimorado por Richard H. Small da Universidade de Sydney. Os parâmetros Thiele/Small são mais facilmente obtidos do que os parâmetros mecânicos fundamentais.

## Parâmetros mecânicos fundamentais de pequenos sinais
Estes são os parâmetros físicos linearizados de um alto-falante, como definido em níveis de pequenos sinais e modelados em circuito equivalente. Alguns destes não são convenientes de se medir em um alto-falante acabado, então quando se projetar alto-falantes com componentes desmontados, mais fácil ficará de se obter os parâmetros abaixo.
- Sd - Área projetada do diafragma, em metros quadrados.
- Mms - Massa do diafragma ou cone, incluindo a carga acústica, em kg.
- Cms - Compliância da suspensão, em metros por newton (o inverso de sua rigidez).
- Rms - A resistência mecânica da suspensão em N·s/m
- Le - Indutância da bobina medida em milihenries (mH).
- Re - Resistência DC da bobina, medida em ohms.
- Bl - O produto da força do ímã pelo comprimento do fio no campo magnético, em T·m (tesla·metros).

## Parâmetros de pequenos sinais
Estes parâmetros são determinados medindo-se a impedância de entrada do alto-falante (especialmente perto da frequência de ressonância) em pequenos sinais de entrada onde o comportamento do alto-falante é praticamente linear - ou proporcional à entrada.
- Fs - Frequência de ressonância do alto-falante

{\displaystyle F_{s}={\frac {1}{2.\pi .{\sqrt {C_{ms}.M_{ms}}}}}}
- Qes - Q elétrico do alto-falante em Fs

{\displaystyle Q_{es}={\frac {2.\pi .F_{s}.M_{ms}.R_{e}}{(Bl)^{2}}}}
- Qms - Q mecânico do alto-falante em Fs

{\displaystyle Q_{ms}={\frac {2.\pi .F_{s}.M_{ms}}{R_{ms}}}}
- Qts - Q total do alto-falante em Fs

{\displaystyle Q_{ts}={\frac {Q_{ms}.Q_{es}}{Q_{ms}+Q_{es}}}}
- Vas - Volume de ar no qual um pistão de área Sd tem a mesma compliância que a suspensão do alto-falante, em metros cúbicos. Para se obter Vas em litros, multiplicar o resultado da equação abaixo por 1000.

{\displaystyle V_{as}=\rho .c^{2}.S_{d}^{2}.C_{ms}}
Onde ρ é a densidade do ar (1.184 kg/m3 em 25 °C), e c é a velocidade do som (346.3 m/s a 25 °C).

## Parâmetros de grandes sinais
Estes parâmetros são úteis para predizer a capacidade de saída aproximada de um alto-falante em uma configuração particular.
- Xmax - Máxima excursão de pico linear do cone em mm
- Xmech - Máxima excursão física do alto-falante antes de danificar
- Pe - Capacidade térmica do alto-falante, em watts
- Vd - Volume deslocado de pico, calculado por Vd = Sd·Xmax

## Outros parâmetros
- Zmax - A impedância do alto-falante em Fs, usado quando se mede Qes e Qms.

{\displaystyle Z_{max}=R_{e}\left(1+{\frac {Q_{ms}}{Q_{es}}}\right)}
- EBP - Produto de eficiência da largura de banda (Efficiency Bandwidth Product), indica se o alto-falante deve estar em uma caixa acústica selada ou dutada.

{\displaystyle EBP={\frac {F_{s}}{Q_{es}}}}
- Znom - Impedância nominal do alto-falante, tipicamente 4, 8 ou 16 ohms.
- η0 - A referência ou eficiência de "potência disponível" do alto-falante, em por cento.

{\displaystyle \eta _{0}=\left({\frac {9.614\times 10^{-7}.F_{s}^{3}.V_{as}}{Q_{es}}}\right)\times 100\ \%}

## Percepção acústica

### Fs
É a frequência de ressonância das partes móveis do alto-falante. Em regra tem-se dificuldade em produzir frequências abaixo dele. Assim, um falante com Fs de 55hz não vai produzir 35hz com desenvoltura. Já um falante com Fs de 35hz vai produzir 32hz se estiver em uma caixa com sintonia adequada. A exceção se dá quando o falante está colocado em corneta, em que é menos afetado pelo valor do Fs e funciona mais como um pistão.

### Qts
Descreve o timbre do falante. Proveniente do amortecimento elétrico (Qes) e mecânico (Qms) do mesmo. Ele diz o quão forte é o motor (ímã e bobina) e a suspensão (borda e centragem) do falante. Assim, um falante com valor de Qts ao redor de 0,2 vai ter um conjunto magnético grande, sendo capaz de mover o cone com enorme força e autoridade. É o que em inglês se chama de "tight driver" (firme, com alto controle do movimento do cone). Quando esse Qts sobe para 0,45, o falante terá um conjunto magnético menor e exercerá menor controle no movimento do cone. Assim valores menores de Qts (geralmente) são indicativos de som firme e com mais impacto/definição/resolução, com graves menos profundos e menos extensos. Qts maiores (geralmente) darão um grave mais pesado, lento e extenso, e por ser mais lento, terá menos impacto/definição/resolução, respondendo melhor a frequências mais baixas. Já para falantes de Qts de 0,6 ou acima são falantes que necessitam caixas enormes para ter uma resposta adequada, enquanto que em caixas menores não se tem resposta de subgraves. Este tipo é melhor usado em som automotivo em um veículo de 3 volumes, em que o porta-malas funcionaria como Vb, ou então, dependendo do valor do EBP, ser usado em caixas seladas, onde o ar contido em seu volume interno serve como amortecimento do cone, influindo no controle de seus movimentos. 

### Qms eQes
Esses dois parâmetros são valores que estão intimamente ligados à capacidade do alto-falante de controlar o próprio movimento ao longo da sua resposta - principalmente na frequência de ressonância onde o deslocamento do cone atinge o seu valor máximo. O Qms é o parâmetro relacionado ao amortecimento fornecido pela centragem e borda do falante. Na maioria dos casos, quanto maior a rigidez destas duas peças, maior o valor de Qms. O Qes, no entanto, refere-se à capacidade de amortecimento proveniente da interação entre o campo magnético gerado pelo ímã permanente do falante e a corrente que circula pela bobina.

### Vas
Esse parâmetro vai dizer qual é a resistência que as suspensões aplicam sobre o cone ao ar livre, comparando essa resistência a uma massa de ar em litros equivalente presa dentro de um pistão, como se pressionasse uma seringa com a ponta tampada mas com volume interno de ar equivalente ao Vas. Quanto menos ar (menor Vas), maior resistência (cone rígido), enquanto mais ar (maior Vas), menor resistência (cone macio). Em termos simples alto falantes com baixos valores de Vas indicam cones com grande resistência ao movimento, o que implica maior capacidade de gerar sons de baixa frequência em caixas com volume consideravelmente baixo, enquanto altos valores de Vas precisam de grandes caixas para gerar a mesma capacidade de som. Por outro lado a rigidez das suspensões implicam em grande perda de sensibilidade, necessitando que o altifalante utilize muito mais energia para produzir o mesmo nível de pressão sonora. Valores baixos de Vas são interessantes especialmente para uso automotivo onde o tamanho da caixa é limitado e a aplicação de potencia elevada é consideravelmente mais simples, ainda pelo fato do carro aumentar o Vb, a perda de sensibilidade é consideravelmente amenizada. Altos valores de Vas são mais interessantes para uso profissional, onde as aplicações de potencia são mais complicadas, pois normalmente são usadas ao limite e o uso de alto falantes de alta sensibilidade é importante, enquanto o tamanho elevado das caixas deixa de ser um grande problema.

### Mmd
Significa o peso do cone, da bobina e de outras partes móveis do conjunto. Assim, um falante de 18" com um Mmd de 100g vai ser mais eficiente do que um que apresente um cone mais pesado. Um cone leve também será movido mais rapidamente em relação ao mais pesado.
Parece ser uma característica dos falantes de alto Qts (seria para compensar?), dando a ideia de ter resposta adequada a transientes, quando de fato, falantes de alto Qts, devido ao seu conjunto motor (magnético) menos eficiente, anulam as vantagens do cone mais leve.
Falantes com cone de 200g ou mais vão apresentar cones mais pesados e firmes, e de maneira geral vão ser menos eficientes, ter dupla aranha e valores menores de Qts.
Falantes com cones mais pesados podem apresentar um som mais lento, mas se tiverem Qts baixo e Bl alto, ao contrário, terão boa resposta a transientes, isso devido ao conjunto motor forte.
O parâmetro Mms é o peso do conjunto móvel incluindo a massa radiante ( geralmente o próprio ar deslocado ), não devendo ser confundido com o Mmd. Alguns programas de simulação de caixas de som vão calcular os valores de Mms quando se entra com o Mmd.

### Sd
Quanto maior o cone, mais ar ele irá movimentar. Como reproduzir sons graves significa mover grande quantidade de ar, quanto maior o cone menor será o movimento necessário pra dentro e pra fora (excursão do cone) para mover grande quantidade de ar. Quanto mais fundo o cone for maior o Sd, o que explica valores diferentes para alto-falantes com o mesmo diâmetro. A largura da suspensão também influencia esse parâmetro. Alguns autores quotam a distância do diâmetro começando pela suspensão externa incluída até ao limite do cone do outro lado, para o efetivo diâmetro do pistão.

### Xmax
Valor mais amado por muitos, este parâmetro representa a distância da altura total da bobina diminuída da medida da altura da peça polar superior, dividida por 2. Ou seja, é a distância em que a bobina mantém seu enrolamento dentro do gap acima e abaixo da peça polar (onde se tem o fluxo magnético). Assim, um falante com Xmax de 8mm quer dizer que ele poderá ter um movimento de 8mm para fora e 8mm para dentro estando ainda dentro do fluxo magnético e com movimento linear, assegurado pelo conjunto magnético, suspensão da borda externa e aranha, e pelo damping factor do amplificador.
Excedido o valor de Xmax, o cone do falante não mais estará regulado por esses controles, sendo colocado por autores que usá-lo constantemente desta forma não é recomendado, uma vez e o reconamento vai ser uma questão de tempo. Cabe ainda advertir que alguns fabricantes adicionam 15% a esses valores por fins marketeiros.
Confundir esse valor com o Xmecânico pode causar graves problemas à saúde do falante, pois além de compressão dinâmica, poderá bater no fundo do gap deformando a forma da bobina.

### Vd
Se a questão é mover grandes quantidades de ar nas baixas frequências, este é o parâmetro a ser olhado. Isso por que para produzir som é preciso mover ar e quanto mais baixa a frequência a ser reproduzida, maior será a quantidade de ar a ser movida para dar determinado resultado. Pode-se fazê-lo usando cones menores (menor Sd), com a penalidade de ter maior movimento pra dentro e pra fora em relação aos cones maiores. A área do cone maior dividida pela área do cone menor vai dar a necessidade de deslocamento do menor em relação ao maior para produzir o mesmo resultado. É fácil calcular isto e comparar os valores de Vd vai dar um indicativo do que um falante de graves pode produzir, sendo uma coisa que poucos realmente fazem.

### η0
Olhar o valor de eficiência de referência é mais útil do que olhar o valor quotado pela maioria dos fabricantes para a sensibilidade (eficiência em dBs). Alguns valores não são os calculados pelos parâmetros listados (não conferem) sendo às vezes inflados. Outros são quotados sem ao menos termos os parâmetros disponíveis.
Falantes com altos valores de Xmax geralmente são ineficientes (baixa sensibilidade), necessitando amplificadores maiores para que consigam tocar. Isto significa altos dispêndios quando se poderia usar falantes mais eficientes, empurrados por amplificadores menores, com resultados semelhantes, se não melhores, talvez com uma fração do gasto.
Se o caso for obter som de caixas menores e tocar os falantes com potências extremas, a solução será usar longas bobinas ineficientes, de grande x-máxima, com grandes e caros amplificadores.

### Compressão dinâmica
Esse não é oficialmente um parâmetro T/S, mas certamente tão ou mais importante no trato do som. Seus valores são quotados por alguns fabricantes como exceção, pois são os que mais trabalho lhes dão. Esse valor vai dar a quantidade de perda em dBs que o falante apresentará por causa do aquecimento da bobina, o que aumentará a sua impedância, e como consequência o amplificador mandará menos potência ao falante, mesmo que o volume fosse aumentado. Ao compreender e respeitar isso, vai se tocar aquém dos limites do falante, tendo como recompensa mais som como resultado prático.
O que causa isso é o deslocamento excessivo do cone/bobina, o que provoca cada vez menos arrefecimento por estar o enrolamento menos em contato com o fluxo magnético, passando o enrolamento além do limite da peça polar, onde há a pobre troca de calor, além do ar circulante, devido a melhoramentos acrescidos na sua ventilação, e short rings em alguns casos. Deste mal todos os falantes sofrem, sem exceção, alguns mais outros menos. Um indicativo certo é o deslocamento do cone onde devemos prestar grande atenção.
Exceção sempre há, e é em cornetas bem calculadas que se pode ultrapassar limites devido a Vbs minúsculos e sistemas que 3dBs tocando a 0dB, ou seja, se um falante está quotado para 800wrms e tiver 3dBs de compressão dinâmica, teoricamente tocando a 400 wrms ele estaria tocando praticamente a mesma coisa do que se estivesse sendo tocado a 800wrms. Na realidade, mesmo a 400wrms ele ainda apresenta alguma compressão, e esta aumenta à medida que sua bobina esquenta.
Trabalhar com folga é a receita! Boas técnicas na confecção de caixas são imperativas na minimização destes efeitos e são certamente segredos guardados pelos grandes fabricantes, diferenciais estes que se pode observar ao se comparar bons projetos originais com seus clones onde nem ao menos os parâmetros dos falantes originais são levados em conta como um indicativo do que usar quando colocar o substituto na caixa.